# Hot Club du Portugal
Le Hot Club du Portugal (Hot Clube de Portugal) est le plus ancien club de jazz du Portugal. Il est ouvert depuis 1948 et se situe dans une cave dans la Praça da Alegria, à Lisbonne.
Connu au Portugal et à l'étranger, ce club de jazz possède aussi, depuis le début des années 1990, une école de jazz. 
C'était en mars 1948 que Luís Villa-Boas est devenu le membre numéro 1 du club. 
Luis Villa-Boas, un des pionniers du jazz au Portugal, est l'un des créateurs de cette association dont le but est de faire connaître le jazz au Portugal.

## Galerie

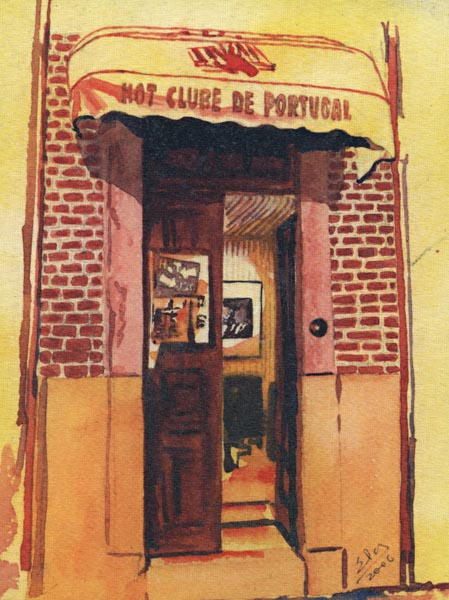
Le 39 dans la Praça da Alegria (aquarelle de Elsa Canavarro).
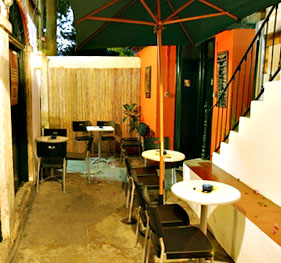
Le bar du Hot Club.